# Färsksjön
Färsksjön är en sjö i Karlshamns kommun i Blekinge och ingår i Bräkneån-Mieåns kustområde. Sjön har en area på 0,109 kvadratkilometer och ligger 7,8 meter över havet. Sjön ligger i Eriksbergs naturreservat. I sjön finns röd näckros.

## Beskrivning
I en ortsbeskrivning från år 1932 omtalas Färsksjön som 1 × 0,5 km stor, omgiven av glest skogbevuxna eller kala bergshöjder och hedar samt lite odlad jord, främst i sydost. Stränderna är i allmänhet höga och branta, särskilt i norr och väst.

## Delavrinningsområde
Färsksjön ingår i det delavrinningsområde (622835-145012) som SMHI kallar för Rinner mot Tjäröfjärden. Medelhöjden är 19 meter över havet och ytan är 7,98 kvadratkilometer. Det finns inga avrinningsområden uppströms utan avrinningsområdet är högsta punkten. Avrinningsområdets utflöde mynnar i havet, utan att ha någon enskild mynningsplats. Avrinningsområdet består mestadels av skog (69 procent) och jordbruk (20 procent). Avrinningsområdet har 0,15 kvadratkilometer vattenytor vilket ger det en sjöprocent på 1,9 procent.